# ハットフィールド家とマッコイ家の争い

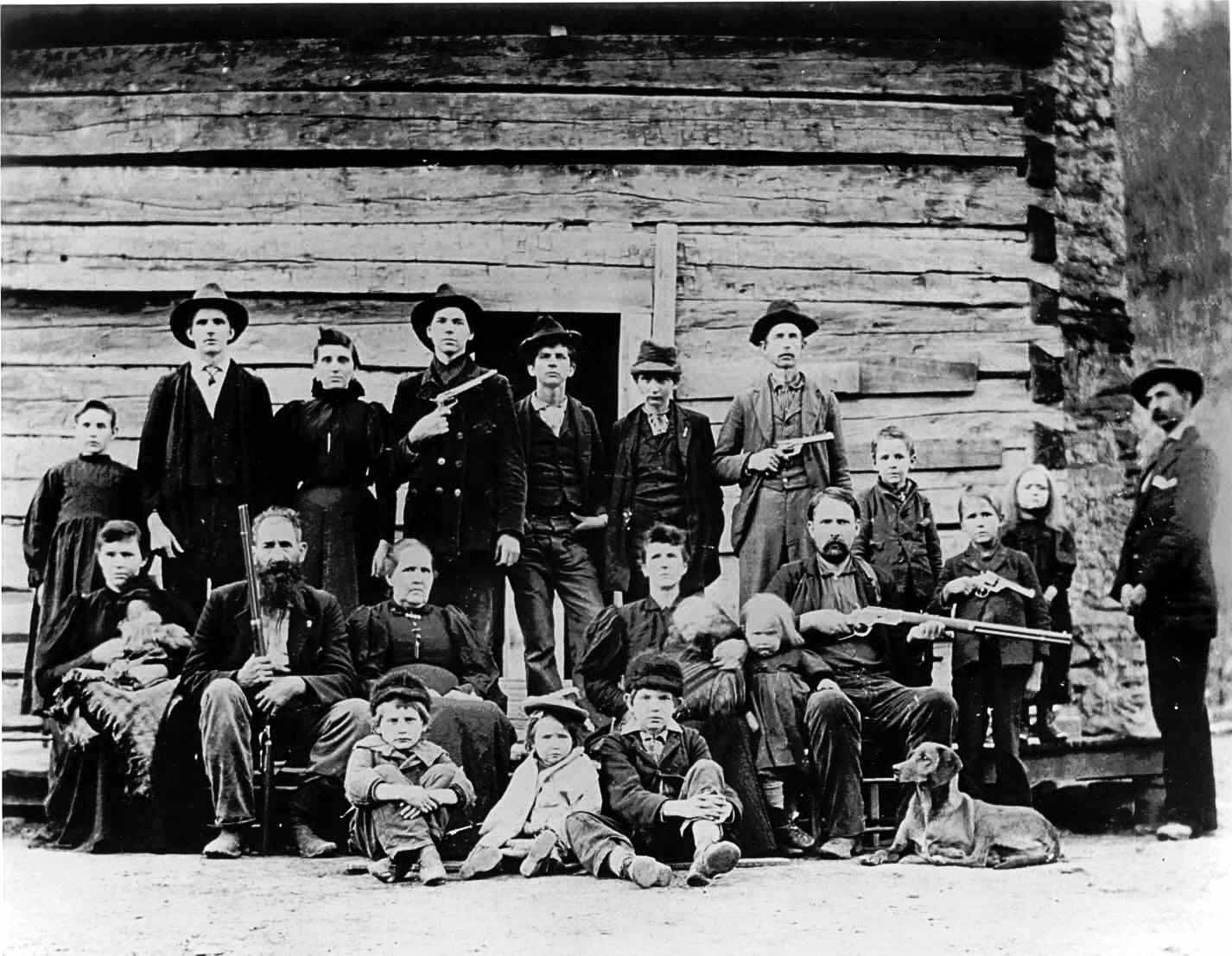
ハットフィールド家、1897年撮影。

ハットフィールド家とマッコイ家の争い（ハットフィールドけとマッコイけのあらそい、英語名:Hatfield-McCoy feud）は、主に1878年から1891年まで、アメリカ合衆国ウェストバージニア州とケンタッキー州にそれぞれ川を隔てて住んでいた、ハットフィールド家とマッコイ家の間で起こった実際の抗争。転じて、一般に対峙する相手との激しい争いを表す、隠喩表現となった。この一家間の争いは、ビッグ・サンディー川支流、タグ・フォーク川沿いのウェストバージニア州とケンタッキー州の山奥で、敵対する二つの一家を巻き込んだアパラチア版キャプレット家・モンタギュー家間抗争（ロミオとジュリエットも参照）として描かれている。2012年には『ハットフィールド&マッコイ:実在した一族vs一族の物語（HATFIELDS & MCCOYS）』という題でドラマ化されている。

## 家柄
タグ・フォーク川を隔てて、ハットフィールド家はウェストバージニア州側に、そしてマッコイ家はケンタッキー州側に住んでいた。どちらの一家もタグ渓谷に最初に定住した先駆者達の一部である。双方は製造業と密造酒の販売に携わっていた。またどちらも南北戦争時は、南部連邦支持者のゲリラ活動に従事していたことが明らかとなっている。ハットフィールド家はその性分から「悪魔」とも呼ばれた、ウィリアム・アンダーソン "デビル・アンス" ハットフィールド（1839年生－1921年没）が率いており、マッコイ家はランドルフ "オル・ラヌル（ランドール）" マッコイ（1825年生－1914年没）によって率いられていた。
一家はどちらも富んだ土地と立派な社会的地位を獲得していた。ハットフィールド家はマッコイ家よりも裕福であり、政治上の良き縁故もあったが、両一家共に申し分のない財産を所有していた。

## 争い

### 発端
歴史学者のアルティーナ・L・ウォーラーによれば、「ハットフィールド家とマッコイ家の争いが始まった大きな発端は、1865年1月7日のアサ・ハーモン・マッコイ（ランドール・マッコイとは兄弟の間柄）の死であった」という。
「ハーモン・マッコイはかつて北軍に参加しており、そのことでデビル・アンス・ハットフィールドのおじにあたるジム・ヴァンスと彼の周囲の人間がハーモンを嫌っていた。ハーモンはその後足を骨折したために、軍を除隊していた。幾日か経って彼は一度自宅へと帰ったが、後に近くの洞窟で殺害された。」というのがそのいきさつである。
伝承では、一家間の争いで最初に暴力行為の実例が記録されたのは、1878年の一匹の豚の所有権をめぐる論争が起こった後のことだった。フロイド・ハットフィールドがその豚を所持していたのだが、ランドルフ・マッコイはその豚が自分のものだと主張し始めた。しかし実際には、論争は土地または財産の境界線や土地の所有権をめぐるものであった。一方が豚が彼らの土地に入ってきていたのでその豚は自分たちのものだと確信するのに対し、他方はそれに異議を唱えた。この事件は裁判沙汰にまで発展し、両方の親族にあたるビル・ステイトンの証言でマッコイ家が敗訴した。1880年6月、証言台に立ったステイトンはサム・マッコイトとパリス・マッコイ兄弟によって殺害されてしまうが、このマッコイ家の兄弟は後に正当防衛を理由に釈放された。

### 抗争の拡大
ロザンナ・マッコイがジョンシー・ハットフィールド（デビル・アンスの息子）と恋に落ち、ウェストバージニア州側のハットフィールド家と共に暮らすために、ロザンナが家出をしたことから争いはエスカレートした。ロザンナは結局マッコイ家に戻ったが、ロザンナとジョンシーが再び以前の関係に戻ろうとした際、マッコイ家によってジョンシーは監禁されてしまう。彼は必死の思いで馬に乗り助けに来たロザンナによって救い出された。この時ロザンナは、「デビル」アンス・ハットフィールドが救出部隊を組織したと注意を呼びかけた。
こうしてロザンナは愛するジョンシーのために自身の一家を裏切る行為までしたにもかかわらず、その後ジョンシーは妊娠したロザンナを捨て、代わりに彼女のいとこであるナンシー・マッコイと1881年に結婚した。
1880年から1891年の間、争いは2つの一家を越えて国中の新聞の見出しを飾る事件となり、この流血事件を鎮めるために送られた多数の賞金稼ぎが失踪した後、ケンタッキー州とウェストバージニア州政府が合衆国州兵を召集させられる事態にまで拡大した。
1882年のケンタッキー州での選挙の日に「デビル・アンス」ハットフィールドの兄弟であるエリソン・ハットフィールドが、酔っ払って喧嘩になったロザンナ・マッコイの3人の兄弟（Tolbert, Phamer, and Bud）によって刃物で26回も刺され銃でとどめをさすという、容赦ない殺され方をした際に争いは激発した。エリソンを殺害した3人のマッコイ家の兄弟達は、すぐさま警官に捕らえられ連行されているところ、アンスが組織した自警団によって連れ去られ、私刑による銃殺刑に処せられた。その後すぐに、アサ・ハーモン・マッコイの次男ラーキン・「ラーク」・マッコイもハットフィールド家に殺害された。
1886年、ジェフ・マッコイは郵便配達人を殺害したことで、捜査にあたったキャップ・ハットフィールドとその友人のトム・ワランスはジェフを射殺した。1887年春、トムは射殺体で発見された。
1888年新年、キャップとヴァンス率いるハットフィールド家の男たちによりマッコイ一家が就寝中に家に火を放ち、家から出てきたところを狙い撃ちにする襲撃が行われた。マッコイ家は燃え盛る家の中から銃撃戦に応じ、隙をついて子女たちを逃がそうとしたが、ランドルフの娘のカルヴィンとアリフェアは家から逃げるところを射殺された。また、ランドルフは銃撃戦の中、逃げおおすことができたが、ランドルフの妻サラは捕らえられ、瀕死になるまで暴行を受けた。

### グレープヴァイン・クリークの戦い
この襲撃を受けたマッコイ家は、フランク・フィリップスとタッド、ジェームズ・「ジム」・マッコイの一団でハットフィールド家に乗り込みをかける途中にジム・ヴァンスを殺害し、続け様にハットフィールド家を急襲し、3人の護衛を殺害し、多くのハットフィールド家の関係者を捕らえた。1月19日には両家がぶつかり合う戦闘が行われ、ついにハットフィールド家は敗北し、捕らえられた。ハットフィールド家に付いたBill Dempseyはその場で処刑された。

### 決着
その後、拘束されたハットフィールド家の8人（Cap, Johnse, Robert and Elliot Hatfield, Ellison Mounts, French Ellis, Charles Gillespie, and Thomas Chambers）は、マッコイ家の女性であるアリフェアを殺害した罪で、ケンタッキー州へ連行されて裁判にかけられた（上述の通り、彼女は燃え盛る建物から逃げ出した後、ハットフィールド家の一団によって射殺された）。訴状の提出期限や違法な逃亡犯引渡しの問題から、事件はアメリカ合衆国最高裁判所までをも巻き込んだ。最終的に、8人の男性はケンタッキー州で裁判にかけられ、全員有罪の判決が下された。そのうち7人は禁固が言い渡され、1人が公開絞首刑による死刑に処されることとなった。当時この処分は法律で禁じられていたが、一連の暴力行為を終結させるための戒めとして下された判決と思われる。ケンタッキー州パイクビルで行われたこの公開絞首刑には、多くの見物人が訪れた。こうして一家の争いは、1891年にひとまず終止符を打った。
その後2003年6月14日、熾烈な争いは100年以上も前に終結していたにもかかわらず、ハットフィールド家とマッコイ家の双方の末裔は、パイクビルで停戦協定へ正式に署名した。

## 大衆文化の中で
通俗的な考えにおいて、このハットフィールド家とマッコイ家の争いは珍奇な表現やことわざ、ジョークにさえなった。マーク・トウェインの名作「ハックルベリー・フィンの冒険」の中で描かれたグレンジャーフォード家とシェファードソン家の間で繰り広げられる争いは、この一家の事例と一致しており、またオー・ヘンリー作の「地獄で敵に」に登場する、ハークネス家とフォルウェル家間での敵討ち（カンバーランド山脈が舞台である）も同様である。また喜劇俳優バスター・キートンは、1923年の喜劇作品「荒武者キートン」の中で、同様の争いを表現している。さらに、バッグス・バニーやレンとスティンピー、弱虫クルッパー、原始家族フリントストーンなどのアニメでも、キャラクターが文字通り集中砲火を浴びせられるなどこの有名な争いを模している。
1980年、テレビのクイズ番組『ファミリー・フュード』が、かつて争っていた2つの一家の子孫にあたる人物を招き、総合優勝したチーム（5回のゲームのうち3回勝利したチーム）が一家の争いの発端ともなった豚を獲得できるというルールで競争するという内容を放送した。無論ここでは武器で争ったわけではなく、同番組でおなじみのクイズコーナー、「ファスト・マネー」で戦ったのである。
争いは作家フィリス・レイノルズ・ネイラー作の児童書シリーズでも引用され、「ザ・ボーイズ・スタート・ザ・ウォー」では、男の子と女の子が互いにからかい合う話が描かれている。この中で、男の子の苗字はハットフォードで、女の子の名前はマロイ、と争っていた一家に似た名前であった。またアン・リナルディ作のハイティーン向け歴史小説で、マッコイ家の末っ子であるファニー・マッコイが語り手の、「ザ・コフィン・キルト」は一家の抗争を物語化したものである。
このほか、パソコン用のリアルタイム戦略ゲームで、ルーピン・ゲームズ社開発、バリュ・ソフト社発売の「ハットフィールド・アンド・マッコイ」はこの一家の争いに基づいたもので、プレイヤーは2つのうちどちらかの一家を操作して敵対する一家と対戦することができる。
2012年にテレビミニシリーズ化された（Hatfields & McCoys, 邦題『宿敵 因縁のハットフィールド&マッコイ』）。ケヴィン・レイノルズ監督、ケビン・コスナーがアンス・ハットフィールド役、ビル・パクストンがランドール・マッコイ役を演じた。

## 観光
当時のまま残されている一家間が争っていた地域や史跡を見物するため、ウェストバージニア州とケンタッキー州の地方には、毎年多くの観光客が訪れる。1993年には一家の末裔である大学生のボー・マッコイが、ハットフィールド家とマッコイ家の子孫を集めた、両家による再会の集いを計画した。加えて、ウェストバージニア州では2000年に、レクリエーションなどを目的に作られた散策路であるハットフィールド・マッコイ・トレイルズがオープンし、2002年には400マイルにまで拡張された。これはハットフィールド家とマッコイ家の争いをテーマに創設されたものである。

## 参考
以下は、翻訳元である英語版（w:en:Hatfield-McCoy feud）からの参考リンクである。
- アバウトドットコム、ハットフィールド、マッコイ両家による再結集の記事（英語）
- ハットフィールド・マッコイ・トレイルズ、ウェブサイト（英語）